# Sala hipóstila del Gallinero de Madona

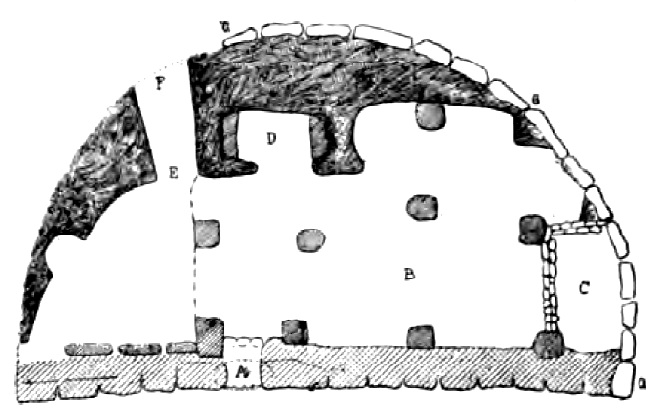
Plano

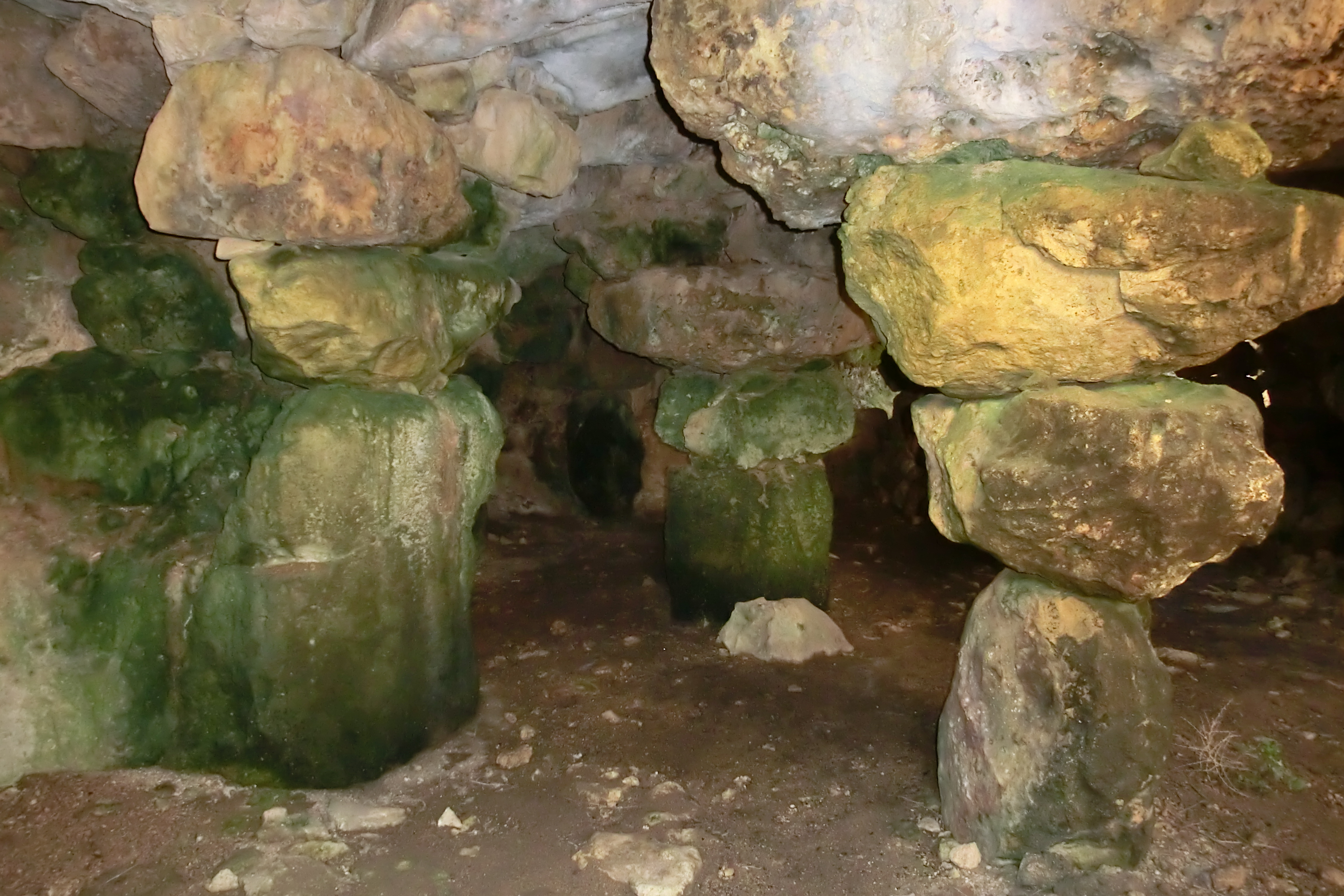
Interior con columnas polilíticas

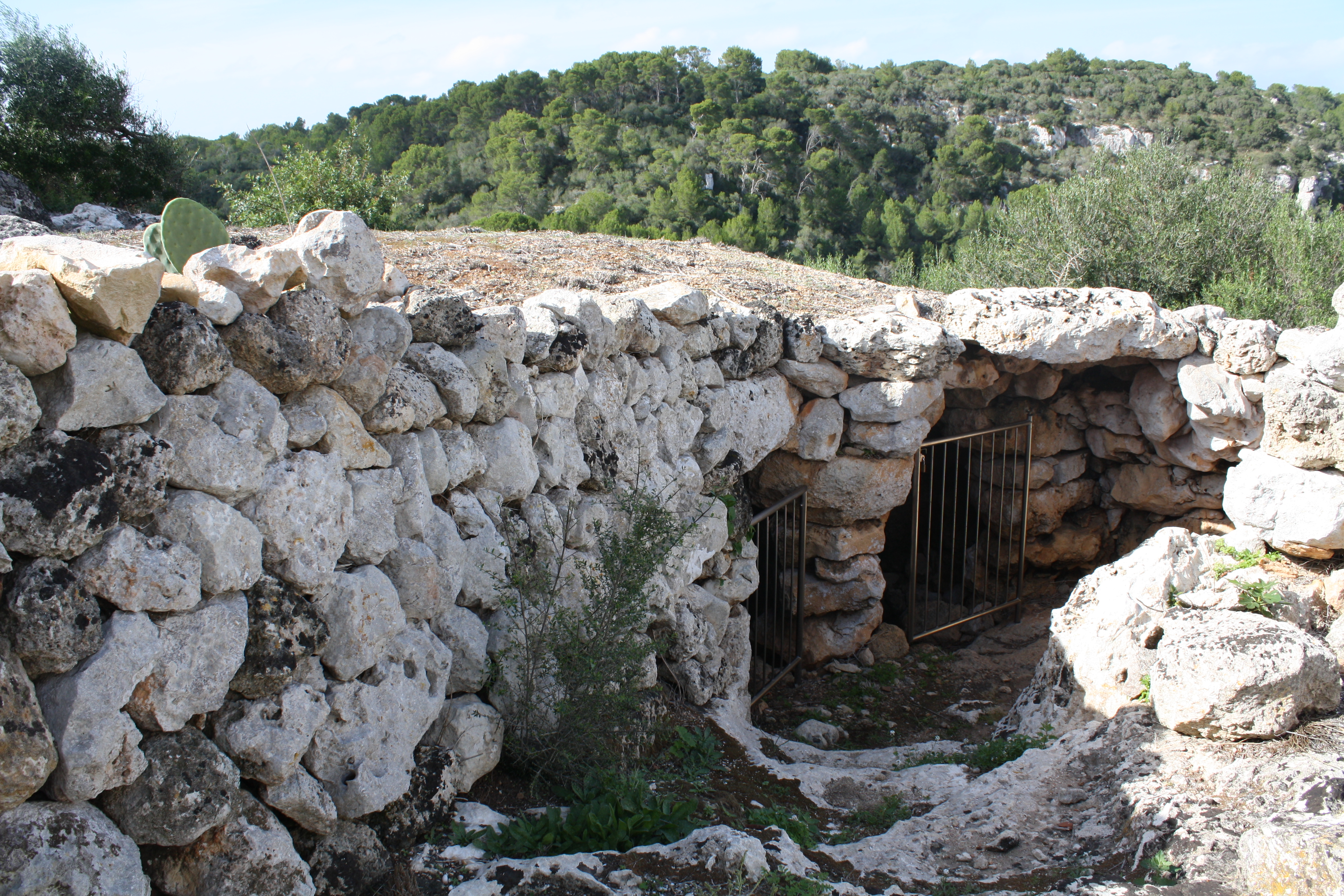
Entrada actual

La sala hipóstila del Gallinero de Madona (sala hipòstila des Galliner de Madona, en catalán) es una construcción prehistórica española, correspondiente al período talayótico y levantada con técnica ciclópea. Está situada en el municipio de San Cristóbal, en Menorca, Islas Baleares.
Presenta una planta semicircular con fachada recta, y se apoya en la roca por uno de sus lados. La fachada, orientada hacia el noroeste, conserva la puerta de acceso original al edificio, con un dintel monolítico, hoy en día clausurada. El acceso al interior del edificio se realiza actualmente a través de un antiguo derrumbe de la estructura, en la zona sureste.
En el interior se observan cinco columnas y nueve pilastras de tipo mediterráneo. Estas columnas están construidas con grandes piedras superpuestas. Presentan una base estrecha, pero su anchura crece a medida que la columna sube hacia el techo. La parte superior es muy ancha para poder apoyar bien las enormes losas de piedra que forman el techo, mientras que la base es estrecha para disponer del máximo espacio útil dentro del edificio.
El muro exterior es de paramento muy regular. Por encima de esta construcción se observan los restos de otro edificio o quizás de un segundo piso de la misma estructura.
La construcción tiene una longitud de 16,40 metros y una anchura de 9,25 metros.
Nunca se han realizado excavaciones arqueológicas, de forma que no se en conoce la función ni la cronología del edificio. Se ha reutilizado durante siglos como establo o gallinero: de ahí su nombre actual. Francisco Camps Mercadal, en 1897, ya dejó escrito que los agricultores habían habilitado un nuevo acceso aprovechando un derrumbe de la cubierta.
El acceso a este monumento se encuentra actualmente restringido, ya que una afluencia masiva de visitantes podría poner en peligro su estabilidad. Para visitarlo se recomienda contactar primero con el Servicio de Patrimonio del Consejo Insular de Menorca. Se accede desde San Cristóbal, por el camino de Malagarba-Binigaus Nuevo, que sale del lado del cementerio.
Es uno de los 32 yacimientos prehistóricos menorquines que se presentan a la candidatura de la Menorca Talayótica como patrimonio de la humanidad ante la UNESCO.